# 第一宣言
『第一宣言』（だいいちせんげん、Manifeste du surréalisme）は、1924年にクラ社から出版されたアンドレ・ブルトンの著作である。当初「溶ける魚」の序文として書かれた経緯から、『第一宣言』は自動記述の擁護を謳っており、眼目はシュルレアリスムの定義にある。

## シュルレアリスムの定義
「心の純粋な自動現象であり、それにもとづいて口述、記述、その他あらゆる方法を用いつつ、思考の実際上の働きを表現しようとくわだてる。理性によって行使されるどんな統制もなく、美学上ないし道徳上のどんな気づかいからもはなれた思考の書きとり。」。

## 内容
（本書は論文の様相を呈していないので、以下箇条書き的に要点をあげてゆく）
ブルトンが最も大事にするのは想像力の自由である。そのため彼が最初に攻撃するのは、論理で人生を割り切ってゆこうとする文学（小説）におけるレアリスムの科学的志向である。人生の飛躍的瞬間ではなく、消沈した瞬間を長々描く、自然主義的描写は読み飛ばしてゆくべきである。ブルトンはここで「侯爵夫人は五時に外出した」といった類いの文章を書く気はないとするヴァレリーの述懐を伝えている。
精緻な心理描写も実は人という駒を動かすチェスゲームに過ぎない。それに反し開拓すべきは夢の領域にあり、その点フロイト学説は探求すべきである。たとえば狂気はほんとうにあたまから抑圧すべきものだろうか。
ブルトンは「不思議なものは美しい」と主張する。残念なことに、ファンタジーは子供向けのお伽話にお株を奪われてしまっている。
ブルトンはある夜、自然発生的に自動記述に立ち至った経験を語っている。
「眠りにつくまえに、わたしは、一語としておきかえることができないほどはっきり発音された文句を感じとった。(...) さらにそのあとをうけて、なかなかとぎれることのない一連の文句がつづいてきた。それらも、ほとんどまえのものにおとらず私をおどろかせ、なにか無償のものという印象のもとに私をおきざりにしたので、それまで自分に対してふるっていた支配力などはむなしいものに思われた」。
こうした状況の中でフィリップ・スーポー｜スーポーとの共作『磁場』（1920）において、対話者を儀礼的規制から解放し、対話を絶対的真実の中に立て直そうとする企てを実行したという。
ブルトンはまた、ネルヴァルをはじめ数々の部分的なシュルレアリスムの先駆者を列挙する。そこからはブルトンの中心課題が、文学において心を打つものは一体どこから来ているかということ、それを一挙に得るにはどうすればよいかということであったことがうかがえる。
それは常識やステレオタイプを越えたところからしか来えない。それを来させるにはどうするか、この宣言には自動記述の力を高める方法的な示唆がいくつか見られる。
一、自己集中。（「できるだけ精神の自己集中に適した場所におちついてから、なにか書くものをもってこさせたまえ。できるだけ受け身の、つまりできるだけ受容力のある状態に身をおきたまえ。あなたの天分、あなたの才能、またあらゆる他人のそういったものを無視したまえ。(...) あらかじめ主題など考えずに、記憶にとどめたり読みかえしたくなったりできないほどすばやく書きたまえ。」）。
二、麻薬。これはすでにボードレールの『人工楽園』という先駆がある。
三、夢の記憶の訓練。これには何世代もの積み重ねが必要だという。
四、現実からの放心。研究に没頭するあまり現実的配慮を失ってしまった、カント、キュリーなどの態度に、ブルトンはシュルレアリスムが学ぶべきものを見ている。
五、コラージュ。ブルトンは新聞記事の見出しのコラージュの例を長々と挙げている。
またブルトンはすでにスーラからマティス、ピカソに至る画家たちの冒険に期待を寄せている。